# Thylacosmilidae
Thylacosmilidés
Famille
Genres de rang inférieur
† Anachlysictis
les Thylacosmilidés (Thylacosmilidae) forment une famille fossile de métathériens, apparentée aux marsupiaux, qui vivait en Amérique du Sud du Miocène au Pliocène, c'est-à-dire il y a entre 21 et 3 millions d'années. Comme d'autres mammifères prédateurs d'Amérique du Sud ayant vécu avant le grand échange interaméricain, ces animaux appartenaient à l'ordre des Sparassodonta, qui occupait la niche écologique de nombreux mammifères euthériens de l'ordre des Carnivora d'autres continents. Les traits les plus remarquables de la famille sont les crochets allongés et aplatis latéralement, ce qui constitue une convergence évolutive remarquable avec d'autres mammifères à dents de sabre comme Barbourofelis (Barbourofelidae) et Smilodon (Felidae).

## Phylogénie
La famille des Thylacosmilidae a été érigée à l'origine par Riggs en 1933 pour accueillir Thylacosmilus, trouvé dans la formation de Brochero en Argentine. Plus tard, la famille a été rétrogradée dans une sous-famille, sous le nom de Thylacosmilinae, chez les Borhyaenidae, un groupe de sparassodontes superficiels ressemblant à des canidés, en supposant que Thylacosmilus n'était qu'un borhyaenidé tardif et spécialisé. Plus tard, avec la découverte de spécimens fragmentaires de nouveaux sparassodontes liés à Thylacosmilus provenant de strates du Miocène et du Pliocène, les Thylacosmilidés ont été rétablis dans leur statut familial.
En 1997, un deuxième genre et une autre espèce de thylacosmilidés, Anachlysictis a été décrit. Cet animal, moins spécialisé que Thylacosmilus, a été le premier indice que les origines de la famille remontent avant la fin du Miocène. En fait, l'anatomie des molaires d'Anachlysictis suggère une relation plus étroite avec les sparassodontes basaux tels que Hondadelphys qu'avec les sparassodontes avancés tels que Borhyaena,. En outre, des matériaux supplémentaires provenant d'un petit sparassodonte prédateur de Colombie ont été découverts, présentant certaines caractéristiques diagnostiques des thylacosmilidés, mais beaucoup moins spécialisés, ainsi que des vestiges indéterminés en Uruguay et en Patagonie, Argentine, datant du début du Pliocène, ont été provisoirement attribués Forasiepi et Carlini ont dévoilé en 2010 un troisième genre, Patagosmilus, présentant des caractéristiques intermédiaires entre Anachlysictis et Thylacosmilus.

## Description
La famille est peut-être la plus connue des sparassodontes en raison de leurs spécialisations dentaire et crânienne, qui sont superficiellement similaires à celles des Machairodontinae, souvent citées comme exemple d'évolution convergente entre mammifères placentaires et métatheriens.
Chez Thylacosmilus, le dernier et le plus spécialisé des membres connus, les incisives sont très petites et les dents inférieures peu développées et en forme de punaise; dans les autres genres, ces éléments sont inconnus. Dans Thylacosmilus, les incisives supérieures sont inconnues autrement que par des empreintes d'usure sur les incisives inférieures, aucun prémaxillaire n'ayant jamais été trouvé complet dans ce genre. Une autre tendance évolutive dans les familles est la réduction progressive des muscles masséter et temporal, entraînant des morsures relativement faibles, mais compensée par l’augmentation de la taille des muscles du cou pour abaisser la tête et les crocs dans le cou de leurs proies. Les fossiles des membres antérieurs de Thylacosmilus, les seuls rapportés pour ce groupe, indiquent que les animaux n'étaient pas des coureurs rapides et étaient à leur tour adaptés pour exercer la force afin de mater leur proie, aidant avec leur pouce semi-opposable.